# Socjologia nauki
Socjologia nauki, socjologia wiedzy naukowej – jeden z działów szczegółowych socjologii. 
Jak ujął przedmiot zainteresowań tej nauki szczegółowej Paweł Rybicki, „socjologia nauki nie ujmuje nauki w znaczeniu wytworów i systemów wiedzy, nie docieka bezpośrednio ich zawartości. Socjologia zajmuje się ludźmi uprawiającymi naukę, ich działalnością, stosunkami społecznymi, jakie zawiązują się między ludźmi nauki w ramach ich działalności, wreszcie powiązaniem tych ludzi i ich ugrupowań z szerszą społecznością”.
Przedmiotem socjologii nauki jest według Roberta Mertona dynamiczna współzależność pomiędzy nauką jako trwałą działalnością społeczną, prowadzącą do powstawania wytworów kultury i cywilizacji, a strukturą społeczeństwa, w której ta nauka się rozwija. Tak ujęty zakres badawczy socjologii nauki zbliża ją przedmiotowo do socjologii wiedzy.
Badania empiryczne w ramach socjologii nauki przejawiają się także w analizach praktyk wśród społeczności naukowców, jak również relacji między ludźmi a przedmiotami (np. teoria aktora-sieci).